# Leopold Hermann von Boyen
Leopold Hermann von Boyen (* 6. Juni 1811 in Königsberg; † 18. Februar 1886 in Jena) war ein preußischer General der Infanterie und Gouverneur der Festung Mainz und später von Berlin.

## Leben

### Herkunft
Leopold Hermann war der einzige Sohn des Generalfeldmarschalls und zeitweiligen preußischen Kriegsministers Hermann von Boyen (1771–1848) und dessen Ehefrau Amalie, geborene Berent (1780–1845).

### Militärische Karriere
Boyen schlug eine militärische Karriere ein und wurde Ende Juli 1829 aus dem Kadettenkorps kommend als Sekondeleutnant dem 2. Garde-Regiment zu Fuß der Preußischen Armee überwiesen. Ab Mai 1834 war er als Adjutant beim Generalkommando des V. Armee-Korps tätig. Am 7. April 1842 folgte seine Kommandierung zum Großen Generalstab. Ab 1848 war er persönlicher Adjutant des Prinzen und späteren Kaisers Wilhelm I. Nach dem Feldzug in Baden 1849 wurde er dessen Flügeladjutant. Am 18. Oktober 1861 avancierte Boyen zum Generalmajor und General à la suite des Königs.

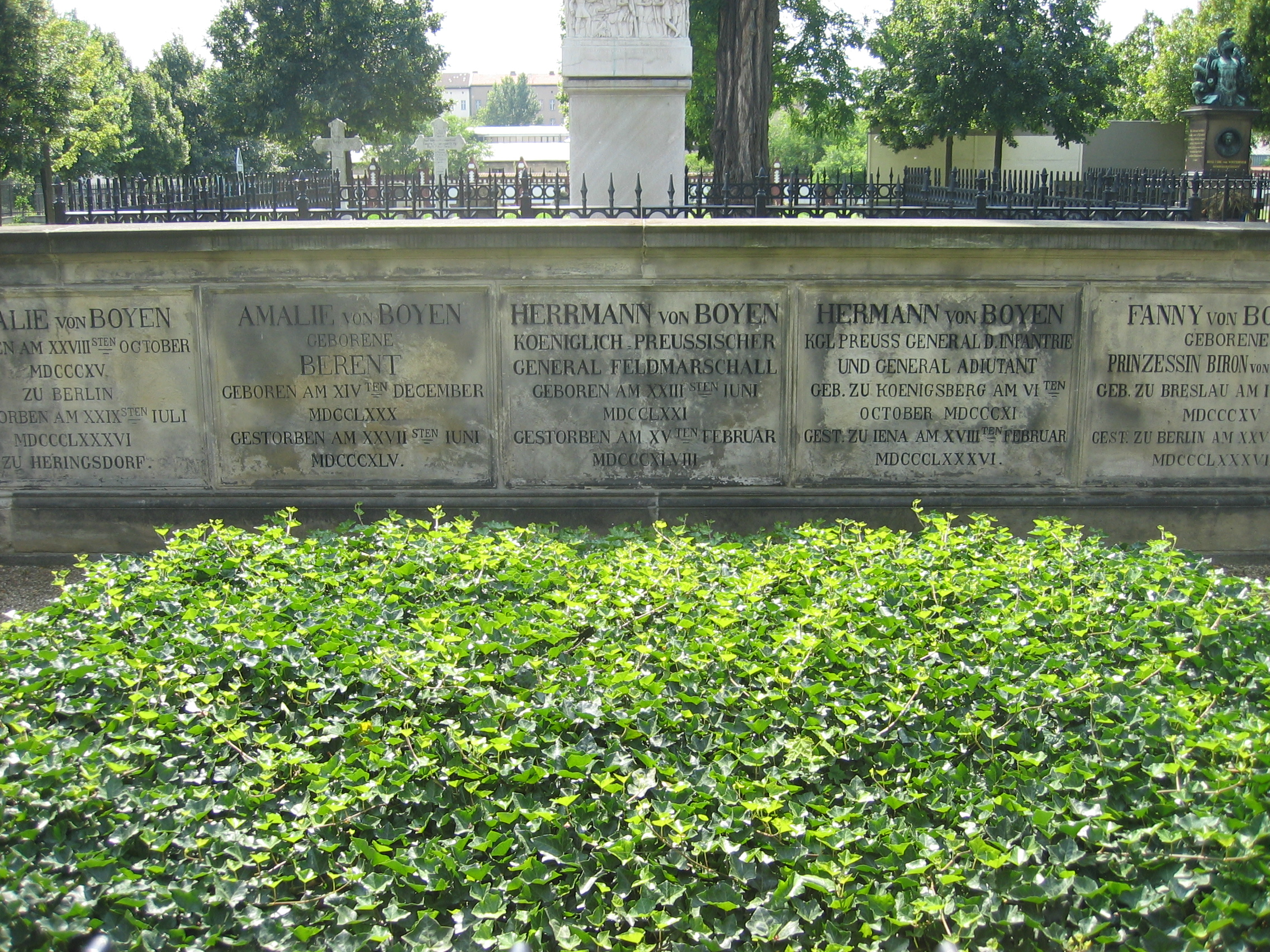
Grabmal der Familie von Boyen auf dem Berliner Invalidenfriedhof

1865 zum Generalleutnant befördert, diente Boyen 1866 im Deutschen Krieg im Großen Hauptquartier des preußischen Königs. In der Zwischenkriegszeit war in Frankfurt am Main Kommandeur der 21. Division. Im Deutsch-Französischen Krieg 1870/71 nahm er an den Schlachten von Gravelotte und Sedan sowie an den Belagerungskämpfen bei Malmaison und Mont Valérien teil. Wegen besonderer Verdienste im Krieg wurde er später zum Generaladjutanten ernannt. 
Bekannt wurde Boyen, als er an Stelle von Bismarck den Auftrag bekam, den französischen Kaiser Napoleon III. nach seiner Gefangennahme nach der Schlacht von Sedan auf das Schloss Wilhelmshöhe zubringen. Am 23. März 1871 wurde er zum Gouverneur der Festung Mainz ernannt, dass er bis November 1875 innehatte. Zum Ende seiner Amtszeit wurde Boyen vom Rat der Stadt Mainz zum Ehrenbürger der Stadt ernannt. Im Anschluss wurde er Gouverneur von Berlin und hatte das Amt bis 1879 inne. 1877 erhielt er mit dem Schwarzen Adlerorden den höchsten preußischen Orden.

### Familie

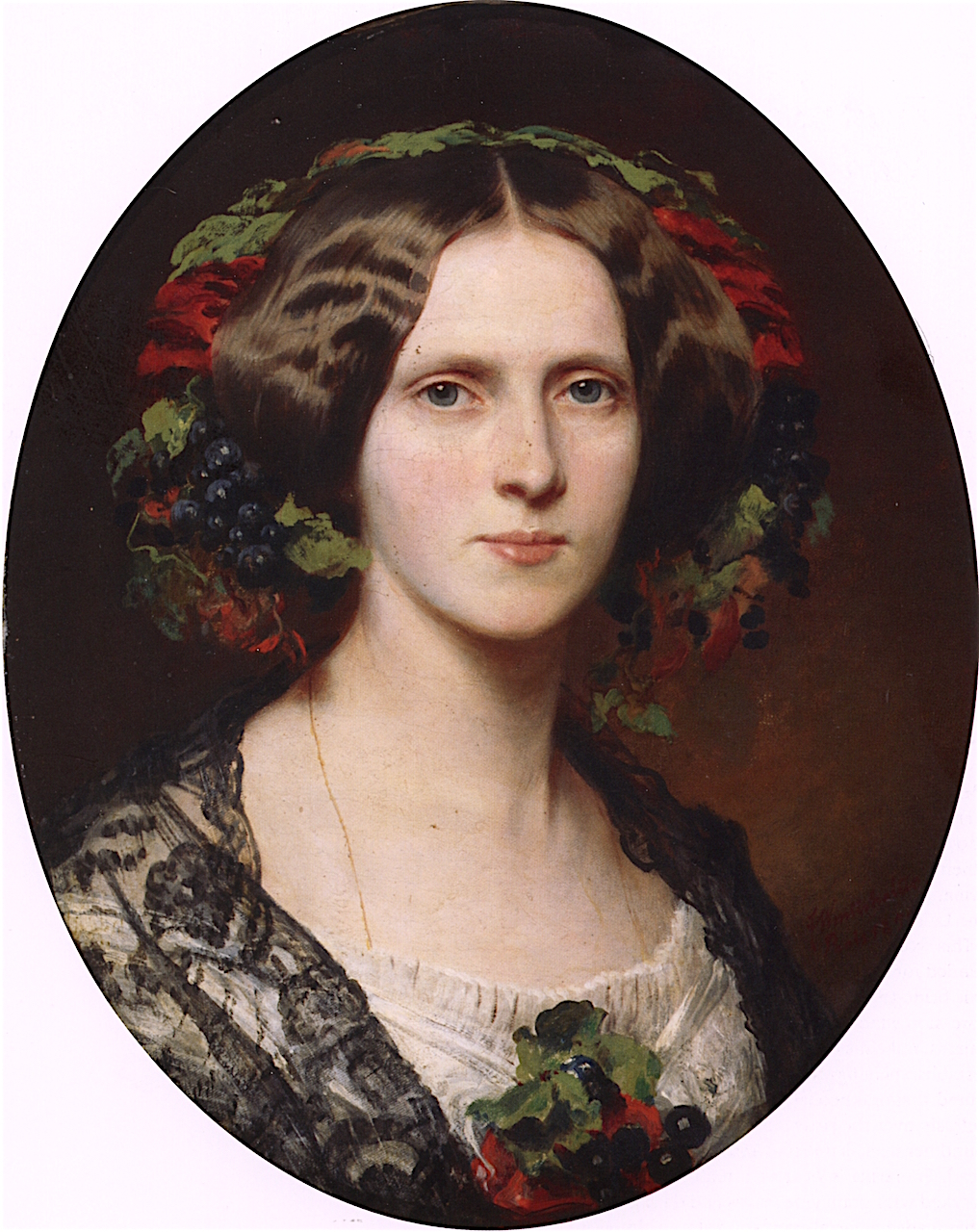
Franziska von Boyen, geborene Prinzessin Biron von Curland

Boyen war seit dem 25. Juni 1850 mit Prinzessin Franziska Biron von Curland verheiratet, der Tochter des Generalleutnants Gustav Kalixt Prinz Biron Biron von Curland und dessen Ehefrau Franziska, geborene Gräfin von Maltzan. 
Das Paar hatte eine Tochter, Luise (* 26. Mai 1852; † 3. Juli 1911). Ihr Taufpate war Kaiser Wilhelm I. Sie heiratete Wilhelm Wolf Friedrich Ferdinand Clemens Anton Georg von Tümpling (* 25. März 1845). Mit ihrer Tochter Luise von Tümpling starb der letzte Vertreter dieser Linie.
Franziska und Hermann von Boyen sind auf dem Invalidenfriedhof in Berlin im Boyenschen Erbbegräbnis beigesetzt, das Hofarchitekt Friedrich August Stüler geschaffen hatte. 
Obwohl Beamte und Offiziere aus Preußen nach der Annexion Frankfurts durch Preußen 1866 sehr unbeliebt waren, war Boyen und seine Frau in der gehobenen Gesellschaft respektiert und geschätzt.